# Route nationale 13 (Cameroun)
Pour les articles homonymes, voir Route nationale 13.
La route nationale 13 est une route camerounaise reliant Guidjiba (RN 1) à la frontière tchadienne en passant par Tcholliré, Touboro. Sa longueur est de 323 km,.